# Cailla
Cailla ist eine französische Gemeinde mit 52 Einwohnern (Stand 1. Januar 2022) im Département Aude in der Region Okzitanien (vor 2016 Languedoc-Roussillon). Sie gehört zum Kanton La Haute-Vallée de l’Aude im Arrondissement Limoux. 

## Geografie
Die Gemeinde Cailla liegt in den Pyrenäen in einem Seitental der oberen Aude, 37 Kilometer südlich von Limoux. Nachbargemeinden von Cailla sind Quirbajou im Norden, Saint-Martin-Lys im Nordosten, Axat im Osten, Artigues im Süden, Le Clat im Südwesten und Marsa im Westen.

## Bevölkerungsentwicklung

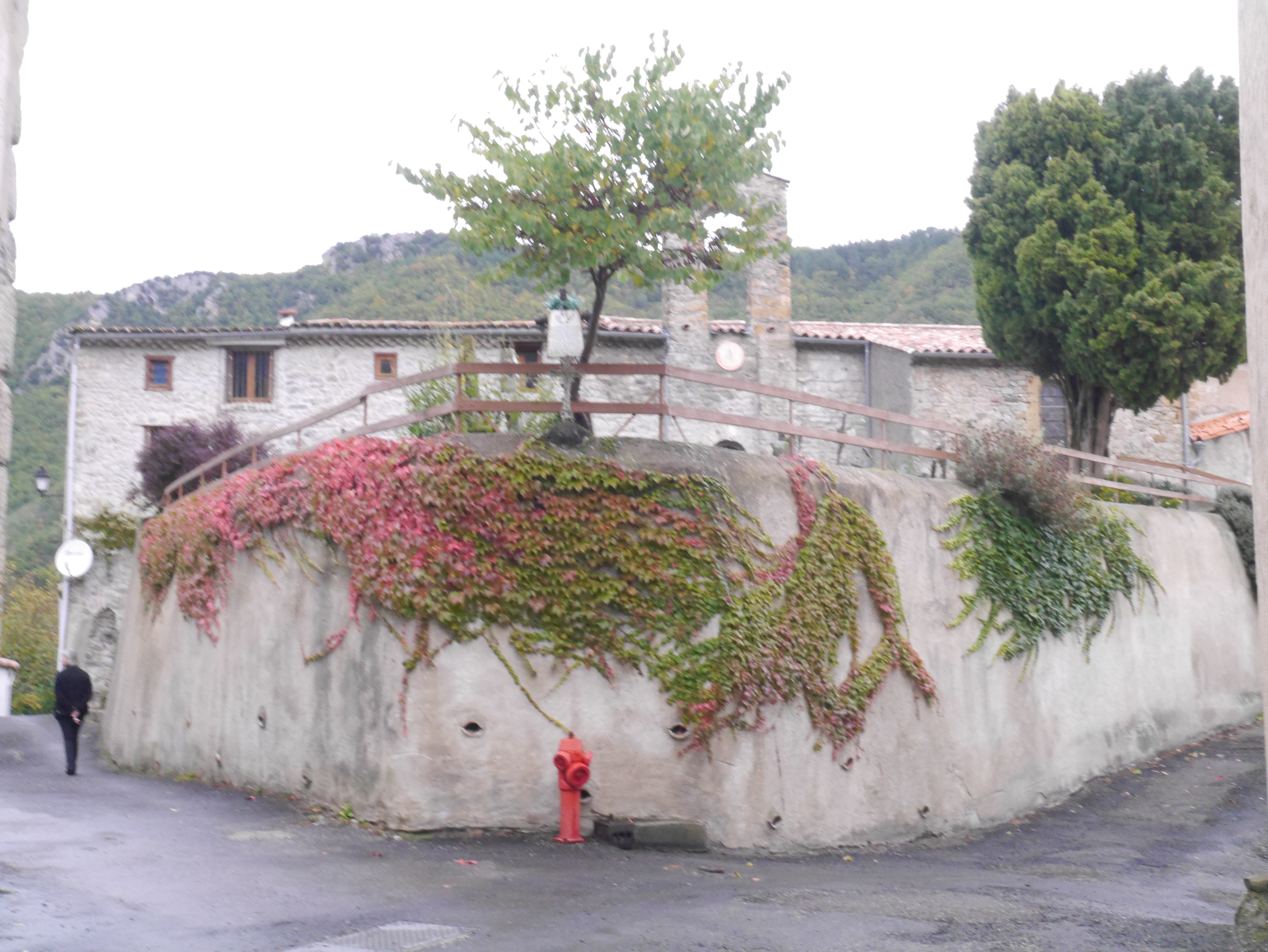
Kirche Saint-Saturnin

| Jahr      | 1962 | 1968 | 1975 | 1982 | 1990 | 1999 | 2008 | 2019 |
| --------- | ---- | ---- | ---- | ---- | ---- | ---- | ---- | ---- |
| Einwohner | 22   | 17   | 28   | 41   | 48   | 51   | 52   | 49   |